# Stripping dell'ammoniaca
Lo stripping dell'ammoniaca o degasazione dell'ammoniaca è un processo di tipo chimico-fisico attraverso il quale viene rimosso l'azoto ammoniacale dalle acque reflue, quando questo sia presente in basse concentrazioni e per basse portate di acqua.

## Meccanismo
L'ammoniaca è un composto dell'azoto di formula NH3. Allo stato puro è un gas incolore e tossico, dall'odore pungente caratteristico.
È molto solubile in acqua e ne conferisce una netta basicità secondo la seguente reazione:
{\displaystyle {\ce {NH3\ +\ H2O\leftrightarrow NH4^{+}\ +\ OH^{-}}}}
Per effettuare la rimozione di ammoniaca si aggiunge all'acqua da trattare una base (solitamente calce viva) che innalza il pH (quindi la concentrazione di OH-) in modo che l'equilibrio sopra riportato si sposti verso sinistra e quindi verso la formazione di NH3.
Il refluo viene quindi immesso in una torre di aerazione riempita con un materiale di contatto; l'aria insufflata dal basso (gas di trascinamento) viaggiando lungo la superficie del materiale di contatto trascina con sé l'ammoniaca.
Quest'aria viene assorbita in una soluzione di acido solforico al 30-35 %, ottenendo una soluzione di solfato d'ammonio (NH4)2SO4 che può essere utilizzato per diversi scopi, tra cui la produzione di fertilizzanti.

## Applicazioni
La degasazione è usata nei processi chimico-fisici di rimozione dell'azoto ammoniacale, quando questo è presente in basse concentrazioni e per basse portate di acqua o a valle di un trattamento di precipitazione chimica con calce.

## Vantaggi
Lo stripping dell'ammoniaca presenta vantaggi rispetto alla nitrificazione e denitrificazione biologiche in quanto di più semplice controllo e non presenta gli inconvenienti tipici dei processi biologici (come ad esempio dipendenza dalla temperatura, dal pH, sensibilità a sostanze tossiche, necessità di lunghi tempi di avviamento). Alle basse temperature tuttavia le rese di rimozione calano sensibilmente, possono crearsi problemi di ghiaccio sulle torri di aerazione e possono indursi incrostazioni di carbonato di calcio.